# Ec-Pec Alapítvány
Az Ec-Pec Alapítvány független, magyar civil szervezet. 2001 februárjában alakult Budapest székhellyel. Végelszámolás alatt áll.

## Székhelye
1072 Budapest, Rákóczi út 22. 

## Céljai
A szervezet fő célja a Lépésről Lépésre (Step by Step) gyermekközpontú pedagógiai program népszerűsítése az oktató és nevelő intézményekben, óvodákban és iskolákban, hogy segítse ezzel a hátrányos helyzetű és sajátos nevelésű gyermekek beilleszkedését. A szervezet második nagyobb célterülete az ún. munkaerőpiaci integrációs program, mely átfogóbb küldetése az esélyegyenlőség megteremtésére, a társadalmi egyenlőtlenségek mérséklésére. Ennek érdekében az alapítvány folyamatosan foglalkozik a munkaerőpiacon hátrányos helyzetű rétegek munkalehetőségének megteremtésével, erre való felkészítéssel, felnőttképzési tevékenységünk keretében képzést, átképzést végez, illetve a társadalmi tudat formálása érdekében előítélet-kezelő, társadalmi érzékenyítést elősegítő képzésekkel is foglalkozik. A szervezet harmadik legfőbb programterülete a tolerancia-program, célja, hogy képzésekkel és tréningekkel segítse elő a tolerancia minél szélesebb körű elterjedését. A képzések elsődleges célcsoportja sok éven keresztül az oktatás területén dolgozók köre volt. Mára azonban világossá vált, hogy nagy igény van más szférákban is a hasonló jellegű képzésekre. Az alapítvány célja, hogy a közszféra más területein is aktívan részt vegyen az előítélet, a sztereotípia, hátrányos megkülönböztetés elleni küzdelemben, és ezzel elősegítse a demokratikus értékek elterjedését.

## Projektek 2000–2007
A Lépésről lépésre (eredeti nevén: Step by Step) gyermekközpontú pedagógiai programot az 1990-es években az Open Society Institute irányításával amerikai szakemberek dolgozták ki. Magyarországon a Soros Alapítvány támogatásával – 1994-ben az óvodai, majd az 1996 / 97-es tanévben az iskolai program – került bevezetésre.

## Lépésről lépésre/a hátrányos helyzetűromagyerekek lemorzsolódását és az integrációt támogató referenciaprojektek
Roma Kísérleti Közoktatási Program, 2000-2002
Egy gyermekközpontú pedagógiai módszertani rendszer alkalmazási lehetőségei a szociális hátrányok leküzdésére
A projektek támogatója: az Open Society Institute – New York (OSI)
A program célja a szociálisan hátrányos helyzetű roma gyermekek esélyeinek növelése; a speciális iskolákban, illetve kis létszámú osztályokban tanuló diákok ún. normál osztályokba történő visszahelyezésének, eredményes továbbhaladásának elősegítése.
A projekt azon a meggyőződésen alapult, hogy a roma gyermekeket tévesen minősítik szellemi fogyatékosnak és indokolatlanul küldik kisegítő iskolába. A szervezet abból a feltevésből indult ki, hogy ha biztosítják számukra a megfelelő tanulási körülményeket, a roma gyerekek többsége is képes megfelelni a normál tantervi követelményeknek. A hipotézis független tesztelésével és elismert hazai kutatók koordinálásával egy oktatásértékelő vállalkozás lett megbízva, a Proactive Information Services, amely több kanadai tartomány oktatásügyi minisztériumának megbízásából is rendszeresen végez hasonló feladatokat.
A program "kísérleti", illetve "kontroll" osztályokban zajlott. A kontroll osztályok a párhuzamos kísérleti osztályhoz való hasonlóságuk alapján kerültek kiválasztásra. A vizsgálat során az alapítvány olyan adatokat gyűjtött, amelyek lehetővé tették a kísérleti és a kontroll osztályok közötti összevetést a diákok hiányzási statisztikáira és iskolával kapcsolatos attitűdjeire, a tanárok attitűdjeire, illetve a szülők bevonására és attitűdjeire vonatkozóan. A kísérleti osztályokban a diákok tanulmányi teljesítményére vonatkozóan is történt adatgyűjtés.
A fejlesztés kis létszámú osztályokban indult az 1999/2000-es tanévben, majd 2000/2001-ben a speciális tantervű oktatást biztosító intézmények is bekapcsolódtak a nemzetközi programba.
A vizsgálat eredményeképpen a kísérletben részt vevő roma gyermekek többségét indokolatlanul küldték eltérő tantervű iskolába, hiszen a normál tanterv szerint is képesek haladni. A kutatás azonban nem azt mutatja, hogy ezek a nem megfelelően elhelyezett gyermekek minden segítség nélkül is boldogulnának a többségi oktatás keretei között. Az eredmények meggyőzően igazolják, hogy bizonyos kulcsfontosságú tényezők, mint például a "Lépésről lépésre" módszer főbb elemei nélkülözhetetlenek ahhoz, hogy minőségi integráció mehessen végbe. Sőt, a projekt során az is bebizonyosodott, hogy a megfelelő pedagógiai módszerek alkalmazása nem csupán a roma gyermekek javát szolgálja, hanem valamennyi gyermek számára hasznos az iskoláztatás legjelentősebb első néhány évében.
PHARE Program HU 99-04-01 alprogram
A halmozottan hátrányos helyzetű, elsősorban roma fiatalok társadalmi beilleszkedésének támogatása I., 2001-2002
A programot a magyar kormány és az Európai Unió Bizottsága abból a célból indította, hogy elősegítse a magyarországi roma népesség társadalmi beilleszkedését. Kiemelt célkitűzés volt a roma fiatalok alap-, közép-, és felsőfokú oktatását és képzését, piacképes szakmához jutásának segítése; halmozottan hátrányos a szociális helyzetükből fakadó hátrányaik mérséklése.
Az alapítvány – az egyházasgergei Általános Iskola társpályázójaként – olyan iskola előkészítő osztályok indítását támogatta 4 közoktatási intézményben, melyekben a komplex integrációs programunk alkalmazásával a cél a szociális hátrányok iskolába kerülés előtti kompenzálása volt. A projekt eredményeképpen az előkészítő osztályokba járó 43 gyermek közül 32 gyermek normál első osztályba, két kisgyermek pedig – az első osztály átlépésével – második osztályban folytatja tanulmányait.
PHARE Program HU0101-01-2.1 alprogram
A halmozottan hátrányos helyzetű, elsősorban roma fiatalok társadalmi integrációjának támogatása II., 2002-2003
A pályázat célja a hátrányos helyzetű, elsősorban roma gyermekek hároméves korban történő óvodába kerülését, óvodai pályafutásának sikerességét, valamint iskolai integrációját segítő pedagógiai programok fejlesztése, adaptálása és alkalmazása hat oktatási intézményben.
Ezen fejlesztő, felzárkóztató programokat a közel tízéves tapasztalatokra alapozva a Lépésről lépésre gyermekközpontú, óvodai-iskolai programba illesztette az Ec-Pec. Ez azt jelenti, hogy az óvodai-iskolai partnerek közül azokat, akik még nem ezzel a programmal működnek, alapképzéssel felkészítik a programra.
A projekt megvalósítása során, tapasztalatok alapján három alapvető cél lett kitűzve:
1. Kompenzáló, egyéni szükségleteknek megfelelő az iskolai tanulás sikerességét biztosító készségfejlesztés az óvodában, kellő időben, szakemberek segítségével felismerni és szakszerű, fejlesztésben részesíteni a tanulási zavarra bejósolható, és a speciális szükségletű gyerekeket. Kultúrafüggetlen mérési vizsgálati eljárásokkal biztosítani, hogy csak a speciális szükségletű gyerekek kerüljenek eltérő tantervű intézménybe.
2. Gyermekközpontú, a gyerekek szükségleteit figyelembe vevő módszertani eljárásokkal lehetővé tenni, hogy a normál tantervű iskolából gyerekek megalapozatlanul ne kerüljenek, illetve a speciális iskolából visszakerüljenek az annak követelményeit teljesíteni tudók.
3. Az oda-visszahelyezés feltétele, hogy a küldő és a fogadó intézmény gyermekközpontú, szükségletekre figyelő attitűddel, módszerekkel dolgozzon.
Konzorciumi partnerek:
Pedagógus-továbbképzési Módszertani és Információs Központ Pilisborosjenő
Ibrány: Napköziotthonos Óvoda -nagycsoportok, Általános Iskola – alsó tagozat 2-3 osztály; Gávavencsellő: Napköziotthonos Óvoda –nagycsoportok, Általános Iskola – alsó tagozat 2-3 osztály; Debrecen: Napköziotthonos Óvoda Pósa u. Gárdonyi Géza Általános Iskola (speciális tantervű), Eötvös utcai Általános Iskola. A program szakmai közreműködője: 3. sz Tanulási Képességet vizsgáló Szakértői Bizottság, Budapest.
A program megvalósításánál fontos szempont volt, hogy ahol lehetséges a részt vevő óvoda-iskola, óvoda-speciális iskola, vagy mindhárom intézménytípus munkája összekapcsolódjon, s ahol lehetséges egymásra épüljön.
KOMA Reform- és alternatív programok és innovációk támogatása
A Lépésről lépésre gyermekközpontú pedagógiai program széles körű ismertetését, népszerűsítését célzó programok, 2003
A KOMA (Közoktatási Modernizációs Közalapítvány) támogatásával az alapítvány Magyarország 4 pontján (Budapesten, Miskolcon, Nyíregyházán és Marcaliban) regionális központ megnyitó keretében szakmai bemutatót tartott, melynek célja a Lépésről lépésre gyermekközpontú program alkalmazási lehetőségeinek megismertetése a hátrányos helyzetű – kiemelten a roma – gyermekeket oktató intézmények, az intézményeket fenntartó önkormányzatok, cigány önkormányzatok, más kapcsolódó szakmai szervezetek körében.
Jelenleg 3 régióban 5 helyszínen működik olyan intézmény, amely a Lépésről lépésre gyermekközpontú pedagógia program mind szélesebb körű megismertetését szolgálja. Az 5 helyszín a következő:
Észak-Magyarországi régió: Fazola Henrik Általános Iskola, Miskolc
Budapesti régió: Arany János Általános Iskola, Esztergom-Kertváros
Általános Iskola, Óvoda, Logopédia, Gyöngyös
Napköziotthonos Óvoda, Budapest VII. Murányi u.
Dél-Magyarországi régió: Általános Iskola, Gödre
A módszertani központok létesítésének közvetlen eredményei:
• Lépésről lépésre 60 órás alapképzés Karcagon a Zádor úti Általános Iskolában 2003. június 23-tól kezdődően a teljes tantestület számára (26 fő)
• Lépésről lépésre alapképzés Sajóládon az iskola teljes tantestülete számára (20 fő)
• A Fazola Henrik Általános Iskola elnyerte az Országos Oktatási Integrációs Hálózat bázis intézménye címet
• 60 órás Lépésről lépésre gyermekközpontú pedagógia program alapképzése a pátkai általános iskola teljes tantestülete számára (15 fő) 2003. június 18-tól kezdődően.
• 60 órás Lépésről lépésre alapképzés a Budapest XI. ker. II. Rákóczi Ferenc Általános Iskolában a csepeli Pedagógiai Szolgáltató Központ kezdeményezésére (25 fő) 2003. május 16-ától kezdődően.
• 60 órás Lépésről lépésre alapképzés Esztergomban 18 fő számára 2003 augusztusában.
• 60 órás Lépésről lépésre alapképzés a budapesti Hernád utca 3. sz. alatt lévő általános iskola tantestületének (28 fő).
• VII. kerületi Önkormányzat és az Ec-Pec Alapítvány a Murányi utcai Óvoda ajánlásával, együttműködés keretében felmenő rendszerben Lépésről lépésre osztályokat indít a VI. kerületi Hernád utcai Általános Iskolában. Az első két osztály 2003 szeptemberében indul.
• Lépésről lépésre 60 órás alapképzés kadarkúti általános iskola tantestülete számára (19 fő)
• Megrendelésre került Lépésről lépésre 60 órás alapképzés a pécsi Csokonai Vitéz Mihály Általános Iskolában 2003 szeptemberére. (cca. 20 fő)
• Lépésről lépésre 60 órás alapképzés a kiskőrösi Petőfi Sándor Általános Iskola és a Bem József Általános Iskola pedagógusai számára (cca. 15 fő)
• A gödrei Általános Iskola elnyerte az Országos Oktatási Integrációs Hálózat bázis intézménye címet]
Open Society Institute Roma Education Initiative Program
Minőségi közoktatással a szegregáció ellen, 2003-2005
Az öt alprojektből álló program az integrált nevelés megvalósításának eszközrendszerét hivatott megerősíteni.
1. Helyi intézményi együttműködési programok támogatása komplex képzésekkel, úgynevezett helyi Integrációs Szövetségek felállítása az integrált nevelés helyi lehetőségeinek és erőforrásainak maximális kiaknázására. Helyszínek: Miskolc, Budapest VII. kerület, Pátka;
2. A szakértői bizottságok számára új, kultúra-függetlenebb bemeneti mérőeszközök kifejlesztése a Budapesti 3.sz Szakértői Bizottság vezetésével;
3. Esélynövelő (roma) koordinátor szakma Országos Képzési Jegyzékbe történő felvétele; olyan szakemberek biztosítása az oktatási intézmények számára, akik segítik az intézmény és a pedagógus szülővel való kapcsolattartását, a szülők bevonását az iskola életébe, valamint a roma kultúra oktatásba történő beillesztését;
4. Pedagógusképző modellprogram létrehozása, amely a pedagógus jelöltek gyakorlati képzésére, az integrált nevelés eszközeinek és feltételeinek már az alapképzés keretein belül történő megismerésére helyezi a hangsúlyt. Partnerünk Az Eötvös Loránd Tudományegyetem és a Miskolci Egyetem;
5. A programot folyamatában hatásvizsgálattal és kutatással követik nyomon, mely a program eredményeit, következményeit objektív és meggyőző módon kívánja a nyilvánosság elé tárni. A hatásvizsgálat másik funkciója a belső partnerek folyamatos informálása. A kutatást az Országos Közoktatási Intézet végzi.
Speciális, összevont, szegregált roma osztályok felszámolása
az Európa Tanács támogatásával Pátkán, 2003–2004'
Ombudsmani felkérésre a fejér megyei Pátkán komplex integrációs programot dolgozta ki és hajtotta végre a szervezet. A program eredményeképpen az iskola – intenzív pedagógiai módszertani felkészülés és közösségfejlesztés után – felszámolta az 1-4 évfolyamot összevonó, szegregált roma osztályt, a gyerekeket integrálta az életkoruknak megfelelő normál osztályokba. Az alapítvány közreműködésével sikerült elérni, hogy az Oktatási Minisztérium Hátrányos Helyzetű és Roma Gyermekek Integrációjáért Felelős Miniszteri Biztosi Hivatala is támogatást nyújtott az iskolának.
PHARE HU0002-01 Roma Társadalmi Integrációs Program
Diszkriminációellenes képzési program, 2002-2003'
A PHARE-program keretében – a magyar kormány törekvéseivel összhangban – lehetőség nyílt egy Diszkriminációellenes Képzési Program elindítására, amelynek kidolgozására és megszervezésére a Nemzeti és Etnikai Kisebbségi Hivatal Phare Irodájának támogatásával a budapesti EC-PEC Alapítvány kapott lehetőséget. A programot a brüsszeli székhelyű en:European Consulting Organisation (ECO) koordinálja.
A program fővédnöke: Dr. Kaltenbach Jenő, a Nemzeti és Etnikai Kisebbségi Jogok Országgyűlési Biztosa.
A projekt célja a romák társadalmi integrációjának elősegítése, a diszkrimináció csökkentése, a romák és a közszolgáltatásokat nyújtó intézmények közötti együttműködés és kommunikáció fejlesztése, a jogvédelemmel foglalkozó munkatársak ismereteinek bővítése, valamint a konfliktuskezelés és -megelőzés elsajátítása volt.
A Diszkriminációellenes Képzési Program két, egymástól független komponensből áll:
1. Jogi képzés roma jogvédő irodák munkatársai számára (45 fő, országos)
2. Általános Diszkriminációellenes Képzési Program (420 fő, országos)
A Diszkriminációellenes Intézményfejlesztési Projekt keretén belül 15 jogvédelemmel foglalkozó szervezet képviseltette magát (összesen 45 fő) a jogi alapképzésen, ahol a résztvevők ismereteket kaptak a magyar alapjogokról, az Európai Unió antidiszkriminációs jogrendszeréről, valamint a magyar antidiszkriminációs szabályozásról. Ez a tréning 3 helyszínen, Budapesten, Debrecenben és Kaposváron került megrendezésre.
A képzés második összetevőjeként az Általános Diszkriminációellenes Program 9 helyszínen, Budapesten, Debrecenben, Egerben, Kaposváron, Kecskeméten, Miskolcon, Nyíregyházán, Pécsett valamint Székesfehérváron zajlott, 428 résztvevővel. A személyes projektek során a részvevők településen vagy régión belüli együttműködéssel diszkriminációcsökkentő programokat dolgoztak ki és valósítottak meg.
CIDA, Szülők együtt a gyerekekért, 2004
A Kanadai Nagykövetség támogatásával 2004 novemberében zárták Kiskőrösön és Budapest VII. kerületében roma és nem roma szülők számára szervezett, az előítéletek kezelését célzó projektjüket, melynek keretében az OSI (Open Society Institute) által kidolgozott előítélet-kezelő program szülői célcsoportra történő adaptációját, pilot-kurzus megtartását, valamint az oktatáspolitikai döntéshozók számára – az oktatási rendszerben az előítéletek kezelésének szükségességéről és lehetséges módjairól – ajánlások megfogalmazását végezte az alapítvány.
Phare ACCESS 2003 Mikro
Szakmai és civil összefogás az előítélet-mentes oktatási környezetért
Mediációs műhelymunka és képzés a jó gyakorlatért, 2005-2006'
A program célja volt, hogy az oktatási intézmények alapítványait hozzásegítse a civil szakmai egyesületekkel és alapítványokkal szoros együttműködésben az előítélet-mentes oktatási környezet tudatos kialakításához, és segítse az oktatási intézmények vezetőit integrációs célkitűzéseik megvalósításában.
A projekt egynapos műhelymunkákat kezdeményezett országszerte 10 helyszínen (Győr, Szolnok, Veszprém, Nagykanizsa, Szeged, Pécs, Tatabánya, Eger, Debrecen, Budapest), ahová a szervezet meghívta azokat a szakmai és civil szervezeteket, valamint jó integrációs gyakorlattal rendelkező intézményeket is, amelyek segíteni tudtak – információátadással, hospitációs lehetőséggel, szakmai és/vagy pénzügyi támogatással, a jó gyakorlat bemutatásával, pályázatok kiírásával – abban, hogy az oktatási intézmények alapítványai hatékonyan legyenek képesek közvetíteni a szülők és gyerekek, a civil szféra bevonásával az iskolai életen keresztül, a helyi közösségeknek a kisebbségeket befogadó és támogató attitűdöt.
A műhelyfoglalkozás célja volt, hogy a résztvevők őszinte párbeszédet alakítsanak ki, tisztában legyenek a korrekt nyelvhasználattal, és olyan partnerkapcsolatokra tegyenek szert, és információkhoz jussanak, melyek a közoktatási gyakorlatban konkrét segítséget jelentenek a számukra: tudják, hogy milyen eszközökre, módszerekre, támogatásra van szükségük a megvalósításhoz, és ezeket hol, milyen módon érhetik el az előítélet-mentes oktatási környezet megvalósítása érdekében. Váljanak nyitottá egy térségi integrációs stratégia (esetenként pályázati konzorcium) kialakítására: ismerjék meg a diszkrimináció jogi hátterét, szabályozását, a deszegregációt megcélzó programokat, a modell értékű kezdeményezéseket, az integráció elterjesztését segítő civil kezdeményezéseket.
MATRA-KAP PROJEKT, „Roma és nem roma gyerekek hatékony együttnevelése
Empirikus vizsgálaton alapuló policy/stratégiai javaslatok, 2005-2006
A Holland Nagykövetség MATRA-KAP Programján szerzett támogatás felhasználásával az Ec-Pec Alapítvány két településen végzett esettanulmányszerű vizsgálatot, melynek fő célja a roma oktatásra vonatkozó helyzetfeltárás.
A projekt során célul lett kitűzve, hogy feltárásra kerüljenek a roma és nem roma tanulók együttneveléséről alkotott vélemények, a hátrányos helyzetű tanulók oktatásával szembeni visszásságok. A kutatás pillanatfelvételt kívánt készíteni a mai magyarországi oktatásról, a pedagógusok, iskolavezetők, helyi döntéshozók, valamint szülők helyzetéről és attitűdjeiről azzal a szándékkal, hogy ismertté váljanak olyan gyakorlatok is, melyek a hátrányos helyzetű tanulók iskolai integrációját segítik elő, de felhívva a figyelmet a meglévő előítéletekre és azok megnyilvánulási formáira.
A kérdőíves problémafeltáró kutatást követően érzékenyítő tréningeken vettek részt az érintettek (a tantestület tagjai, az önkormányzat képviselői, iskolafenntartók, szülők), ahol saját élményként élhették meg a diszkriminációt, és önmaguk is a többségi társadalomhoz tartozva szembesülhettek a „címkézéssel”. Ezekkel a saját élményű pedagógus továbbképző tréningek azt kívánták elérni, hogy a résztvevők ráébredjenek arra, hogy a különböző hátterű gyermek és felnőtt közösségek képességeire és felkészültségére vonatkozó intézményi elvárások (előítéletek) befolyásolják azok előmenetelét, így pusztán az oktatás tartalmának és módszereinek megváltoztatása önmagában kevés az oktatásban részt vevő közösségek sikeresebbé tételéhez, alapvetően szemléletváltásra van szükség.
Az előkutatási, kutatási eredmények, valamint az előítélet-kezelő tréning eredményei alapján a diszkrimináció mértékének feltárását követően antidiszkriminációs akciótervek kidolgozására került sor, a hátrányos helyzetű és roma gyerekek szegregált oktatása elleni fellépés érdekében.
Működő Közösségek Projekt (Community Force Project), az Európai Bizottság támogatásában
Működő közösségek – A társadalmi hálózatok és közösségek fejlesztése a szegénység és a kirekesztettség ellen, 2005-2007
A 2005-ben kezdődött 2 éves futamidejű projekt a társadalomból kirekesztett csoportok reintegrációjára összpontosít a szegénység és a kirekesztettség felszámolására irányuló törekvésekkel. A projektbe bevont partnerek azt a célt tűzték ki maguk elé, hogy az egyes országokban vizsgált közösségek, a hatékony működéshez szükséges erősségeit feltérképezzék, és erre építsenek a szegénység és a társadalmi kirekesztettség leküzdésére. Ennek eredményeit az első év végén – a rendszeres nemzetközi találkozókat követően – egy közös tanulmányban foglalják össze a projektpartnerek.
A projekt második évében az addigi eredmények alapján politikai döntéshozók és az adott közösségek képviselői találkoznak tervező workshop-ok keretében, ahol konkrét programterveket készítenek a fenti célok megvalósítása érdekében. A projektet két nemzetközi konferenciával zárul európai társadalmi politikai stratégiák a társadalmi hálózatok hatékony működtetésére, és az ehhez kapcsolódó "A fenntarthatóság módjai" címmel.
A projektpartnerek német, romániai, olasz és magyar kutatóintézetek, valamint civil szervezetek.

## Foglalkoztatási referenciaprojektek
EQUAL – „Esélyteremtés a foglalkoztatásban
Esélynövelő roma iskolai koordinátorok képzése és foglalkoztatása, 2005-2007
Az Ec-Pec Alapítvány, az Oktáv Kht., a Nyíregyházi Főiskola Felnőttoktatási és Művelődéstudományi Tanszéke, együttműködésben az Országos Közoktatási Intézettel, valamint a Khetanipe Egyesület segítségével, az EQUAL „Esélyteremtés a foglalkoztatásban” pályázati program keretében országosan 40 fő roma származású esélynövelő iskolai koordinátor képzését (igény esetén érettségi és OKJ-s szakképzés) és kétéves, általános iskolákban történő foglalkoztatását valósítja meg.
A roma koordinátorok alkalmazásának célja, hogy az intézmények olyan szakszerű alkalmazottakat foglalkoztassanak, akik az intézmény és a pedagógusok képzett segítőtársaivá válnak a szülőkkel való jó kapcsolat és együttműködés kialakításában, a roma kultúra iskolai megismertetésében, az integrált nevelés helyi megvalósítása során felmerülő problémák megoldásában.
A programban részt vevő hallgatók az érettségi megszerzésével párhuzamosan, motiváltságuktól, képességeiktől, tanulmányi előmenetelüktől függően négy OKJ-s szakma közül választhatnak (akár többet is). A szakmai képzést minden szakma esetén két fontos tartalmi elemmel egészítik ki: roma kultúra és népismeret, valamint az integrált oktatás módszertani kérdései.
A foglalkoztatás párhuzamosan történik a befogadó munkahellyé fejlesztett, fejlesztendő iskolákban.
A programot végigkíséri a folyamatos mentorálás, a koordinátornak az iskolából két tanár áll rendelkezésére, akik folyamatosan támogatják a tanulásban és a gyakorlati feladatok elvégzésében, foglalkoztatásban. Emellett működik a szakmai tapasztalat-cserét és érdekképviseletet biztosító regionális szakmai fórum, így a képzés és foglalkoztatás optimalizált támogató és követő rendszerbe ágyazódik.
A fenntarthatóság eszközrendszerének kidolgozásával ösztönözni kívánjuk a jogszabályi környezet módosítását, széles körű szakmai és társadalmi párbeszéd nyitására törekszünk, melyet komplex hatásvizsgálat és kutatás eredményeire alapozva kívánunk megvalósítani.
A program az Európai Unió és a Magyar Kormány közös támogatásával a Foglalkozáspolitikai és Munkaügyi Minisztérium Humánerőforrás-fejlesztési Operatív Program (HEFOP) keretében valósul meg.